# Chuyến bay 358 của China Airlines
Chuyến bay 358 của China Airlines (CI358/CAL358) là một chuyên cơ vận tải Boeing 747-2R7F/SCD bị rơi vào ngày 29 tháng 12 năm 1991, ngay sau khi cất cánh từ Sân bay Quốc tế Tưởng Giới Thạch ở Đài Bắc, Đài Loan.

## Máy bay
Chiếc máy bay này là một chiếc Boeing 747-2R7F/SCD, được chế tạo vào tháng 9 năm 1980 cho Cargolux với tên gọi Esch-sur-Alzette City, số đăng ký LX-ECV, MSN 22390. Nó được China Airlines mua lại vào tháng 6 năm 1985 với số đăng ký B -198. Nó đã phục vụ được 11 năm, 3 tháng. Máy bay đã đạt tổng cộng 45.868 giờ bay trong thời gian phục vụ. Lần bảo dưỡng kiểm tra A cuối cùng diễn ra vào ngày 21 tháng 12 năm 1991 và máy bay đã tích lũy được 74 giờ bay kể từ thời điểm đó.

## Tai nạn
Vài phút sau khi cất cánh, phi hành đoàn đã báo cáo sự cố với động cơ số 2, khiến kiểm soát không lưu Đài Bắc (ATC) chuyển hướng chuyến bay rẽ trái để quay lại sân bay. Khoảng hai phút sau, phi hành đoàn báo cáo rằng họ không thể rẽ trái và thay vào đó ATC đã chấp thuận rẽ phải. Đây là liên lạc vô tuyến cuối cùng được thực hiện bởi phi hành đoàn. Phi hành đoàn mất kiểm soát máy bay và nó đâm vào một ngọn đồi, cánh phải trước, gần Vạn Lý, Đài Bắc. Vụ tai nạn xảy ra vào khoảng 3:05 chiều, ở độ cao 700 ft (210 m). Tất cả năm thành viên phi hành đoàn đã thiệt mạng trong vụ tai nạn và không có thương tích nào trên mặt đất.

## Điều tra
Cuộc điều tra sau đó cho thấy động cơ số 3 và cột tháp của nó đã tách ra khỏi máy bay và va vào động cơ số 4, khiến nó bị gãy cả cánh. Một cuộc điều tra chi tiết hơn cho thấy rằng các phụ kiện cột giữa cột, gắn cột vào phần dưới của cột trước cánh, đã bị hỏng. Việc tìm kiếm động cơ số 3 và trụ tháp của nó bị rơi xuống biển đã mất vài tháng.
Thông tin từ cuộc điều tra về vụ tai nạn này và vụ tai nạn gần như giống hệt nhau của Chuyến bay 1862 của El Al Israel mười tháng sau đó đã khiến Boeing yêu cầu sửa đổi cột điện đối với mỗi chiếc 747 đang sử dụng.
Chiếc máy bay này cũng chính là chiếc máy bay liên quan đến vụ cướp Chuyến bay 334 của China Airlines vào ngày 3 tháng 5 năm 1986.

### 1979
- Chuyến bay 191 của American Airlines

### 1991
- Chuyến bay 1862 của El Al Israel
- Chuyến bay 671 của Trans-Air Service